# Fordyce (Nebraska)
Fordyce je selo u američkoj saveznoj državi Nebraska. Prema popisu stanovništva iz 2010. u njemu je živjelo 139 stanovnika.